# Perusia zoma
Perusia zoma är en fjärilsart som beskrevs av Paul Dognin 1896. Perusia zoma ingår i släktet Perusia och familjen mätare. Inga underarter finns listade i Catalogue of Life.